# 陳簧
陳簧（1476年—？），字鴻韶，福建興化府莆田縣人，軍籍，明朝政治人物。

## 生平
福建鄉試第五十三名舉人。弘治十八年（1505年）中式乙丑科會試第一百七名，二甲第七十名進士。授兵部主事，升员外郎，以修边墙功，晋郎中，正德十三年（1518年）五月充副使，册封诸王府。十一月升山东右参议。

## 家族
曾祖陳子雲；祖父陳謙寧；父陳宜□，母許氏。具庆下。弟陳篪。